# Erik Gustafsson (Stenbock)

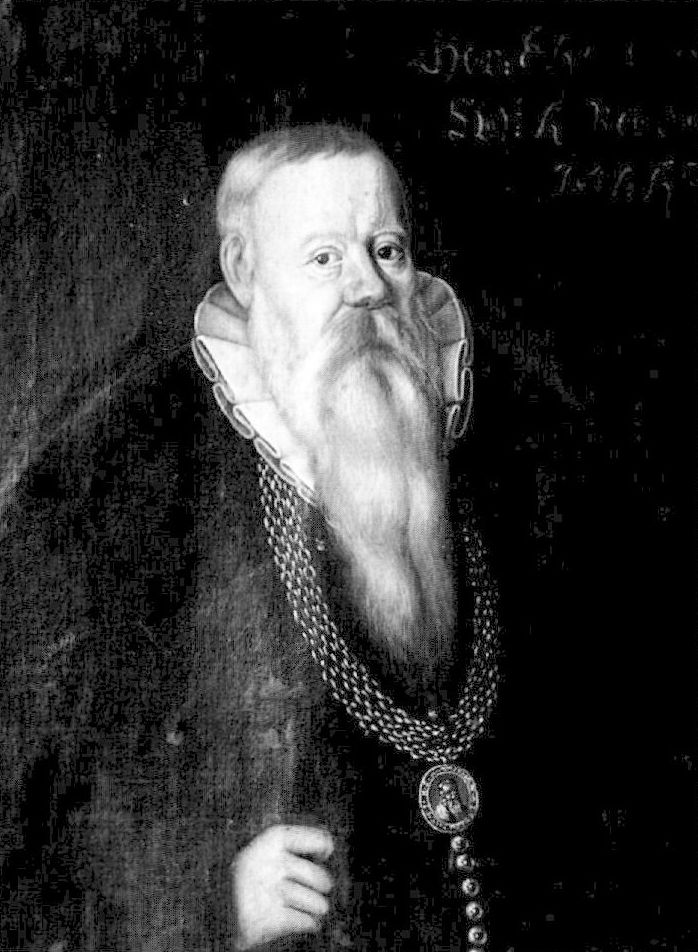
Erik Gustafsson Stenbock (1538-1602)

Erik Gustavsson (Stenbock) (ur. 28 lipca 1538 w Länghem, zm. 1602 w Malmö) – szwedzki arystokrata i dowódca wojskowy.
Był synem Gustava Olofssona (Stenbocka) i bratem Olofa Gustavssona (Stenbocka).
Erik w 1561 r. został wyniesiony do godności barona przez króla Eryka XIV. W 1567 r. został feldmarszałkiem, a w 1568 r. powierzono mu namiestnictwo południowych prowincji Szwecji. Za panowania Jana III Wazy był członkiem Rady Królewskiej. Od 1575 r. był gubernatorem prowincji Västergötland i Älvsborg. Za panowania Zygmunta III Wazy zachował swój urząd i posiadłości. W 1597 musiał uchodzić najpierw do Danii, później do Polski. Powrócił do kraju w 1598, ale po klęsce pod Stångebro ponownie uszedł do Danii.
17 stycznia 1574 poślubił swoją kuzynkę Malin Sture, córkę Svantego Sture młodszego i Märty Eriksdotter (Leijonhufvud). Jego synem był Gustav Eriksson (Stenbock).